# Newelsk
Newelsk (russisch Невельск) ist eine Stadt in der Oblast Sachalin (Russland) mit 10.608 Einwohnern (Stand 1. Oktober 2021).

## Geographie
Die Stadt liegt an der Westküste der Insel Sachalin etwa 130 km südwestlich der Oblasthauptstadt Juschno-Sachalinsk am Japanischen Meer. Nördlich der Stadt mündet das kleine Flüsschen Lowezkaja ins Meer.
Die Stadt Newelsk ist der Oblast administrativ direkt unterstellt und zugleich Verwaltungszentrum des gleichnamigen Rajons.

## Geschichte
Die ersten russischen Siedler erreichten das Gebiet des heutigen Newelsk 1789. Zwischen der Unterzeichnung des Vertrages von Shimoda 1855 und dem Tausch der nördlichen, sogenannten 18 Kurilen-Inseln nach dem Vertrag von Sankt Petersburg gegen den Südteil der Insel Sachalin stand die Siedlung unter dem Namen Honto unter gemeinsamer russisch-japanischer Verwaltung. Danach unter ausschließlich russischer Verwaltung, gehörte der Ort von 1905 bis 1945 nach dem Vertrag von Portsmouth, welcher den Russisch-Japanischen Krieg 1904–1905 beendete, wieder zu Japan. Zwischen 1916 und 1927 entstand hier der erste auch im Winter eisfreie Hafen der Insel. 1912 öffnete 20 km südlich, am Fluss Assanai, die erste fischverarbeitende Fabrik.
Im Resultat des Zweiten Weltkriegs ab 1945 zur Sowjetunion gehörend, erhielt der Ort am 5. Juni 1946 unter dem heutigen Namen (nach dem Admiral und Forschungsreisenden Gennadi Newelskoi) Stadtrecht.
Am 2. August 2007 wurde die Stadt von einem Erdbeben der Stärke 6,8 auf der Richterskala erschüttert, welches von mehrere Tage andauernden Nachbeben und einem kleinen Tsunami begleitet wurde. Beim Beben gab es zwei Tote und zwölf Schwerverletzte, außerdem über 3000 Obdachlose.

### Bevölkerungsentwicklung
| Jahr | Einwohner |
| ---- | --------- |
| 1959 | 19.869    |
| 1970 | 20.726    |
| 1979 | 23.469    |
| 1989 | 24.236    |
| 2002 | 18.639    |
| 2010 | 11.682    |

Anmerkung: Volkszählungsdaten

## Kultur, Bildung und Sehenswürdigkeiten
In Newelsk gibt es eine Seefahrtsschule und ein Historisches und Heimatmuseum.
In unmittelbarer Stadtnähe befindet sich eine Kolonie Stellerscher Seelöwen (Eumetopias jubatus), was sich auch im Stadtwappen widerspiegelt.

## Wirtschaft
Newelsk ist eines der Zentren der Fischereiwirtschaft der Insel Sachalin und Operationsbasis der Trawlerflotte. Newelsk ist einer der Anlandehäfen für Alaska-Seelachs, der nach Deutschland exportiert und zu Schlemmerfilet verarbeitet wird. In der Nähe wird in geringem Umfang Steinkohle gefördert.
Durch die warme Meeresströmung entlang der Westküste der Insel und von Osten durch steile Berge geschützt, liegt die Stadt im mildesten Klimabereich der Insel („Krim von Sachalin“) und ist daher auch Zentrum eines Landwirtschaftsgebietes (Kartoffeln, Gemüse, Obst, Milchviehwirtschaft).
Es gibt Bestrebungen, die Stadt für den Tourismus attraktiv zu machen (Meerestierbeobachtung, Tauchen, Yachting).